# Elezioni generali in Perù del 1962
Le elezioni generali in Perù del 1962 si tennero il 10 giugno per l'elezione del Presidente e il rinnovo del Congresso della Repubblica.
Le consultazioni videro la vittoria dell'esponente aprista Víctor Raúl Haya de la Torre, ma furono annullate: in seguito ad un colpo di Stato, il potere fu assunto da una giunta militare guidata da Ricardo Pérez Godoy.

## Risultati

### Elezioni presidenziali
| Candidati                    | Partiti                         | Voti      | %     |
| ---------------------------- | ------------------------------- | --------- | ----- |
| Víctor Raúl Haya de la Torre | Partito Aprista Peruviano       | 557 007   | 32,97 |
| Fernando Belaúnde Terry      | Azione Popolare                 | 544 180   | 32,21 |
| Manuel A Odría               | Unione Nazionale Odriista       | 480 378   | 28,43 |
| Héctor Cornejo Chávez        | Partito Democratico Cristiano   | 48 792    | 2,89  |
| César Pando Egúsquiza        | Fronte di Liberazione Nazionale | 33 341    | 1,97  |
| Luciano Castillo Coloma      | Partito Socialista del Perù     | 16 658    | 0,99  |
| Alberto Ruiz Eldredge        | Movimento Socialista Peruviano  | 9 202     | 0,54  |
| Totale                       | Totale                          | 1 689 558 | 100   |

### Elezioni parlamentari

#### Camera dei deputati
| Liste                               | Voti | % | Seggi |
| ----------------------------------- | ---- | - | ----- |
| Alleanza Democratica                |      |   | 85    |
| Azione Popolare                     |      |   | 61    |
| Unione Nazionale Odriista           |      |   | 33    |
| Partito Democratico Cristiano       |      |   | 2     |
| Lista Alcides Spelucín              |      |   | 1     |
| Unión Cuzqueñista                   |      |   | 1     |
| Coalición Huancavelicana            |      |   | 1     |
| Movimiento Independiente Moqueguano |      |   | 1     |
| Unión Parlamentaria Puneñista       |      |   | 1     |
| Totale                              |      |   | 186   |